# Muhriz ibn Khalaf
Múhriz ibn Khàlaf (àrab: محرز بن خلف, Muḥriz b. Ḫalaf) (ca. 951-ca. 1022) és un sàyyid o «home sant» musulmà, considerat el patró de Tunísia. Actualment és conegut, seguint la pronunciació dialectal tunisiana, com a sidi Mahrez.
Va néixer vers el 951 i va morir vers el 1022, amb més de 70 anys. La seva tomba a Tunis és objecte de veneració.